# BinckBank Tour 2019
La 15e édition du BinckBank Tour a lieu du 12 au 18 août 2019. Elle fait partie de l'UCI World Tour 2019.

## Présentation
Le BinckBank Tour est organisé par la société Golazo, également à la tête du Tour de Belgique, des Six jours de Gand et du marathon de Rotterdam. Binckbank, entreprise néerlandaise de courtage en bourse, s'engage comme sponsor éponyme à partir de 2017 pour une durée de cinq ans. Elle prend la suite d'Eneco, sponsor de 2005 à 2016,,.

### Équipes
Le BinckBank Tour faisant partie du calendrier de l'UCI World Tour, les dix-huit « World Teams » y participent. Cinq équipes continentales professionnelles ont reçu une invitation.
| WorldTeams (18)- AG2R La Mondiale - Astana - Bahrain-Merida - Bora-hansgrohe - CCC Team - Deceuninck-Quick Step - EF Education First - Groupama-FDJ - Katusha-Alpecin - Lotto Soudal - Mitchelton-Scott - Movistar Team - Dimension Data - Team Jumbo-Visma - Ineos - Team Sunweb - Trek-Segafredo - UAE Team Emirates Équipes continentales professionnelles (5)- Roompot-Charles - Sport Vlaanderen-Baloise - Wanty-Groupe Gobert - Wallonie Bruxelles - Total Direct Énergie |
| |

## Étapes
| Étape     | Date    | Villes étapes                 |                             | Distance (km) | Vainqueur d’étape | Leader du classement général |
| --------- | ------- | ----------------------------- | --------------------------- | ------------- | ----------------- | ---------------------------- |
| 1re étape | 12 août | Beveren – Hulst               | Étape de plaine             | 167,2         | Sam Bennett       | Sam Bennett                  |
| 2e étape  | 13 août | Blankenberge – Ardoye         | Étape de plaine             | 169,1         | Sam Bennett       | Sam Bennett                  |
| 3e étape  | 14 août | Aalter – Aalter               | Étape de plaine             | 166,9         | Sam Bennett       | Sam Bennett                  |
| 4e étape  | 15 août | Houffalize – Houffalize       | Étape accidentée            | 96,2          | Tim Wellens       | Tim Wellens                  |
| 5e étape  | 16 août | Riemst – Venray               | Étape de plaine             | 191,4         | Álvaro Hodeg      | Tim Wellens                  |
| 6e étape  | 17 août | La Haye – La Haye             | Contre-la-montre individuel | 8,4           | Filippo Ganna     | Tim Wellens                  |
| 7e étape  | 18 août | Leeuw-Saint-Pierre – Grammont | Étape accidentée            | 178,1         | Oliver Naesen     | Laurens De Plus              |

## Déroulement de la course

### 1reétape
| \| Classement de l'étape \| Classement de l'étape \| Classement de l'étape \| Classement de l'étape \| Classement de l'étape \| \| Coureur \| Coureur \| Pays \| Équipe \| Temps \| \| --------------------- \| --------------------- \| --------------------- \| ------------------------ \| --------------------- \| \| 1er \| Sam Bennett \| Irlande \| Bora-Hansgrohe \| 3 h 37 min 15 s \| \| 2e \| Edward Theuns \| Belgique \| Trek-Segafredo \| + 0 s \| \| 3e \| Mike Teunissen \| Pays-Bas \| Team Jumbo-Visma \| + 0 s \| \| 4e \| Jasper Philipsen \| Belgique \| UAE Team Emirates \| + 0 s \| \| 5e \| Phil Bauhaus \| Allemagne \| Bahrain-Merida \| + 0 s \| \| 6e \| Timothy Dupont \| Belgique \| Wanty-Gobert \| + 0 s \| \| 7e \| Dylan Groenewegen \| Pays-Bas \| Team Jumbo-Visma \| + 0 s \| \| 8e \| Kristoffer Halvorsen \| Norvège \| Team Ineos \| + 0 s \| \| 9e \| Álvaro Hodeg \| Colombie \| Deceuninck-Quick Step \| + 0 s \| \| 10e \| Amaury Capiot \| Belgique \| Sport Vlaanderen-Baloise \| + 0 s \| |                      |           |                          |                 |
| |                      |           |                          |                 |
| |                      |           |                          |                 |
| Classement de l'étape |                      |           |                          |                 |
| Coureur | Coureur              | Pays      | Équipe                   | Temps           |
| 1er | Sam Bennett          | Irlande   | Bora-Hansgrohe           | 3 h 37 min 15 s |
| 2e | Edward Theuns        | Belgique  | Trek-Segafredo           | + 0 s           |
| 3e | Mike Teunissen       | Pays-Bas  | Team Jumbo-Visma         | + 0 s           |
| 4e | Jasper Philipsen     | Belgique  | UAE Team Emirates        | + 0 s           |
| 5e | Phil Bauhaus         | Allemagne | Bahrain-Merida           | + 0 s           |
| 6e | Timothy Dupont       | Belgique  | Wanty-Gobert             | + 0 s           |
| 7e | Dylan Groenewegen    | Pays-Bas  | Team Jumbo-Visma         | + 0 s           |
| 8e | Kristoffer Halvorsen | Norvège   | Team Ineos               | + 0 s           |
| 9e | Álvaro Hodeg         | Colombie  | Deceuninck-Quick Step    | + 0 s           |
| 10e | Amaury Capiot        | Belgique  | Sport Vlaanderen-Baloise | + 0 s           |

| \| Classement général \| Classement général \| Classement général \| Classement général \| Classement général \| \| Coureur \| Coureur \| Pays \| Équipe \| Temps \| \| ------------------ \| ------------------- \| ------------------ \| ------------------ \| ------------------ \| \| 1er \| Sam Bennett \| Irlande \| Bora-Hansgrohe \| 3 h 37 min 05 s \| \| 2e \| Łukasz Wiśniowski \| Pologne \| CCC Team \| + 2 s \| \| 3e \| Lars Bak \| Danemark \| Dimension Data \| + 3 s \| \| 4e \| Edward Theuns \| Belgique \| Trek-Segafredo \| + 4 s \| \| 5e \| Mike Teunissen \| Pays-Bas \| Team Jumbo-Visma \| + 6 s \| \| 6e \| Baptiste Planckaert \| Belgique \| Wallonie Bruxelles \| + 7 s \| \| 7e \| Jasper Philipsen \| Belgique \| UAE Team Emirates \| + 10 s \| \| 8e \| Phil Bauhaus \| Allemagne \| Bahrain-Merida \| + 10 s \| \| 9e \| Timothy Dupont \| Belgique \| Wanty-Gobert \| + 10 s \| \| 10e \| Dylan Groenewegen \| Pays-Bas \| Team Jumbo-Visma \| + 10 s \| |                     |           |                    |                 |
| |                     |           |                    |                 |
| |                     |           |                    |                 |
| Classement général |                     |           |                    |                 |
| Coureur | Coureur             | Pays      | Équipe             | Temps           |
| 1er | Sam Bennett         | Irlande   | Bora-Hansgrohe     | 3 h 37 min 05 s |
| 2e | Łukasz Wiśniowski   | Pologne   | CCC Team           | + 2 s           |
| 3e | Lars Bak            | Danemark  | Dimension Data     | + 3 s           |
| 4e | Edward Theuns       | Belgique  | Trek-Segafredo     | + 4 s           |
| 5e | Mike Teunissen      | Pays-Bas  | Team Jumbo-Visma   | + 6 s           |
| 6e | Baptiste Planckaert | Belgique  | Wallonie Bruxelles | + 7 s           |
| 7e | Jasper Philipsen    | Belgique  | UAE Team Emirates  | + 10 s          |
| 8e | Phil Bauhaus        | Allemagne | Bahrain-Merida     | + 10 s          |
| 9e | Timothy Dupont      | Belgique  | Wanty-Gobert       | + 10 s          |
| 10e | Dylan Groenewegen   | Pays-Bas  | Team Jumbo-Visma   | + 10 s          |

### 2eétape
| \| Classement de l'étape \| Classement de l'étape \| Classement de l'étape \| Classement de l'étape \| Classement de l'étape \| \| Coureur \| Coureur \| Pays \| Équipe \| Temps \| \| --------------------- \| --------------------- \| --------------------- \| ------------------------ \| --------------------- \| \| 1er \| Sam Bennett \| Irlande \| Bora-Hansgrohe \| 3 h 45 min 20 s \| \| 2e \| Jasper Philipsen \| Belgique \| UAE Team Emirates \| + 0 s \| \| 3e \| Dylan Groenewegen \| Pays-Bas \| Team Jumbo-Visma \| + 0 s \| \| 4e \| Kristoffer Halvorsen \| Norvège \| Team Ineos \| + 0 s \| \| 5e \| Álvaro Hodeg \| Colombie \| Deceuninck-Quick Step \| + 0 s \| \| 6e \| Amaury Capiot \| Belgique \| Sport Vlaanderen-Baloise \| + 0 s \| \| 7e \| Phil Bauhaus \| Allemagne \| Bahrain-Merida \| + 0 s \| \| 8e \| Nikolas Maes \| Belgique \| Lotto-Soudal \| + 0 s \| \| 9e \| Arnaud Démare \| France \| Groupama-FDJ \| + 0 s \| \| 10e \| Timothy Dupont \| Belgique \| Wanty-Gobert \| + 0 s \| |                      |           |                          |                 |
| |                      |           |                          |                 |
| |                      |           |                          |                 |
| Classement de l'étape |                      |           |                          |                 |
| Coureur | Coureur              | Pays      | Équipe                   | Temps           |
| 1er | Sam Bennett          | Irlande   | Bora-Hansgrohe           | 3 h 45 min 20 s |
| 2e | Jasper Philipsen     | Belgique  | UAE Team Emirates        | + 0 s           |
| 3e | Dylan Groenewegen    | Pays-Bas  | Team Jumbo-Visma         | + 0 s           |
| 4e | Kristoffer Halvorsen | Norvège   | Team Ineos               | + 0 s           |
| 5e | Álvaro Hodeg         | Colombie  | Deceuninck-Quick Step    | + 0 s           |
| 6e | Amaury Capiot        | Belgique  | Sport Vlaanderen-Baloise | + 0 s           |
| 7e | Phil Bauhaus         | Allemagne | Bahrain-Merida           | + 0 s           |
| 8e | Nikolas Maes         | Belgique  | Lotto-Soudal             | + 0 s           |
| 9e | Arnaud Démare        | France    | Groupama-FDJ             | + 0 s           |
| 10e | Timothy Dupont       | Belgique  | Wanty-Gobert             | + 0 s           |

| \| Classement général \| Classement général \| Classement général \| Classement général \| Classement général \| \| Coureur \| Coureur \| Pays \| Équipe \| Temps \| \| ------------------ \| ------------------ \| ------------------ \| ------------------------ \| ------------------ \| \| 1er \| Sam Bennett \| Irlande \| Bora-Hansgrohe \| 7 h 27 min 57 s \| \| 2e \| Łukasz Wiśniowski \| Pologne \| CCC Team \| + 12 s \| \| 3e \| Josef Černý \| Tchéquie \| CCC Team \| + 13 s \| \| 4e \| Lars Bak \| Danemark \| Dimension Data \| + 13 s \| \| 5e \| Jasper Philipsen \| Belgique \| UAE Team Emirates \| + 14 s \| \| 6e \| Edward Theuns \| Belgique \| Trek-Segafredo \| + 14 s \| \| 7e \| Robert Stannard \| Australie \| Mitchelton-Scott \| + 14 s \| \| 8e \| Dylan Groenewegen \| Pays-Bas \| Team Jumbo-Visma \| + 16 s \| \| 9e \| Mike Teunissen \| Pays-Bas \| Team Jumbo-Visma \| + 16 s \| \| 10e \| Thomas Sprengers \| Belgique \| Sport Vlaanderen-Baloise \| + 17 s \| |                   |           |                          |                 |
| |                   |           |                          |                 |
| |                   |           |                          |                 |
| Classement général |                   |           |                          |                 |
| Coureur | Coureur           | Pays      | Équipe                   | Temps           |
| 1er | Sam Bennett       | Irlande   | Bora-Hansgrohe           | 7 h 27 min 57 s |
| 2e | Łukasz Wiśniowski | Pologne   | CCC Team                 | + 12 s          |
| 3e | Josef Černý       | Tchéquie  | CCC Team                 | + 13 s          |
| 4e | Lars Bak          | Danemark  | Dimension Data           | + 13 s          |
| 5e | Jasper Philipsen  | Belgique  | UAE Team Emirates        | + 14 s          |
| 6e | Edward Theuns     | Belgique  | Trek-Segafredo           | + 14 s          |
| 7e | Robert Stannard   | Australie | Mitchelton-Scott         | + 14 s          |
| 8e | Dylan Groenewegen | Pays-Bas  | Team Jumbo-Visma         | + 16 s          |
| 9e | Mike Teunissen    | Pays-Bas  | Team Jumbo-Visma         | + 16 s          |
| 10e | Thomas Sprengers  | Belgique  | Sport Vlaanderen-Baloise | + 17 s          |

### 3eétape
| \| Classement de l'étape \| Classement de l'étape \| Classement de l'étape \| Classement de l'étape \| Classement de l'étape \| \| Coureur \| Coureur \| Pays \| Équipe \| Temps \| \| --------------------- \| --------------------- \| --------------------- \| ------------------------ \| --------------------- \| \| 1er \| Sam Bennett \| Irlande \| Bora-Hansgrohe \| 3 h 48 min 36 s \| \| 2e \| Dylan Groenewegen \| Pays-Bas \| Team Jumbo-Visma \| + 0 s \| \| 3e \| Jasper Philipsen \| Belgique \| UAE Team Emirates \| + 0 s \| \| 4e \| Jürgen Roelandts \| Belgique \| Movistar Team \| + 0 s \| \| 5e \| Florian Sénéchal \| France \| Deceuninck-Quick Step \| + 0 s \| \| 6e \| Edward Theuns \| Belgique \| Trek-Segafredo \| + 0 s \| \| 7e \| Timothy Dupont \| Belgique \| Wanty-Gobert \| + 0 s \| \| 8e \| Jakub Mareczko \| Italie \| CCC Team \| + 0 s \| \| 9e \| Arnaud Démare \| France \| Groupama-FDJ \| + 0 s \| \| 10e \| Amaury Capiot \| Belgique \| Sport Vlaanderen-Baloise \| + 0 s \| |                   |          |                          |                 |
| |                   |          |                          |                 |
| |                   |          |                          |                 |
| Classement de l'étape |                   |          |                          |                 |
| Coureur | Coureur           | Pays     | Équipe                   | Temps           |
| 1er | Sam Bennett       | Irlande  | Bora-Hansgrohe           | 3 h 48 min 36 s |
| 2e | Dylan Groenewegen | Pays-Bas | Team Jumbo-Visma         | + 0 s           |
| 3e | Jasper Philipsen  | Belgique | UAE Team Emirates        | + 0 s           |
| 4e | Jürgen Roelandts  | Belgique | Movistar Team            | + 0 s           |
| 5e | Florian Sénéchal  | France   | Deceuninck-Quick Step    | + 0 s           |
| 6e | Edward Theuns     | Belgique | Trek-Segafredo           | + 0 s           |
| 7e | Timothy Dupont    | Belgique | Wanty-Gobert             | + 0 s           |
| 8e | Jakub Mareczko    | Italie   | CCC Team                 | + 0 s           |
| 9e | Arnaud Démare     | France   | Groupama-FDJ             | + 0 s           |
| 10e | Amaury Capiot     | Belgique | Sport Vlaanderen-Baloise | + 0 s           |

| \| Classement général \| Classement général \| Classement général \| Classement général \| Classement général \| \| Coureur \| Coureur \| Pays \| Équipe \| Temps \| \| ------------------ \| ------------------------ \| ------------------ \| ------------------ \| ------------------ \| \| 1er \| Sam Bennett \| Irlande \| Bora-Hansgrohe \| 11 h 16 min 23 s \| \| 2e \| Jasper Philipsen \| Belgique \| UAE Team Emirates \| + 20 s \| \| 3e \| Dylan Groenewegen \| Pays-Bas \| Team Jumbo-Visma \| + 20 s \| \| 4e \| Łukasz Wiśniowski \| Pologne \| CCC Team \| + 22 s \| \| 5e \| Guillaume Van Keirsbulck \| Belgique \| CCC Team \| + 22 s \| \| 6e \| Lars Bak \| Danemark \| Dimension Data \| + 23 s \| \| 7e \| Josef Černý \| Tchéquie \| CCC Team \| + 23 s \| \| 8e \| Harry Tanfield \| Royaume-Uni \| Katusha-Alpecin \| + 23 s \| \| 9e \| Edward Theuns \| Belgique \| Trek-Segafredo \| + 24 s \| \| 10e \| Robert Stannard \| Australie \| Mitchelton-Scott \| + 24 s \| |                          |             |                   |                  |
| |                          |             |                   |                  |
| |                          |             |                   |                  |
| Classement général |                          |             |                   |                  |
| Coureur | Coureur                  | Pays        | Équipe            | Temps            |
| 1er | Sam Bennett              | Irlande     | Bora-Hansgrohe    | 11 h 16 min 23 s |
| 2e | Jasper Philipsen         | Belgique    | UAE Team Emirates | + 20 s           |
| 3e | Dylan Groenewegen        | Pays-Bas    | Team Jumbo-Visma  | + 20 s           |
| 4e | Łukasz Wiśniowski        | Pologne     | CCC Team          | + 22 s           |
| 5e | Guillaume Van Keirsbulck | Belgique    | CCC Team          | + 22 s           |
| 6e | Lars Bak                 | Danemark    | Dimension Data    | + 23 s           |
| 7e | Josef Černý              | Tchéquie    | CCC Team          | + 23 s           |
| 8e | Harry Tanfield           | Royaume-Uni | Katusha-Alpecin   | + 23 s           |
| 9e | Edward Theuns            | Belgique    | Trek-Segafredo    | + 24 s           |
| 10e | Robert Stannard          | Australie   | Mitchelton-Scott  | + 24 s           |

### 4eétape
| \| Classement de l'étape \| Classement de l'étape \| Classement de l'étape \| Classement de l'étape \| Classement de l'étape \| \| Coureur \| Coureur \| Pays \| Équipe \| Temps \| \| --------------------- \| --------------------- \| --------------------- \| --------------------- \| --------------------- \| \| 1er \| Tim Wellens \| Belgique \| Lotto-Soudal \| 2 h 20 min 41 s \| \| 2e \| Marc Hirschi \| Suisse \| Team Sunweb \| + 0 s \| \| 3e \| Laurens De Plus \| Belgique \| Team Jumbo-Visma \| + 5 s \| \| 4e \| Iván García Cortina \| Espagne \| Bahrain-Merida \| + 23 s \| \| 5e \| Oliver Naesen \| Belgique \| AG2R La Mondiale \| + 23 s \| \| 6e \| Michael Valgren \| Danemark \| Dimension Data \| + 26 s \| \| 7e \| Mike Teunissen \| Pays-Bas \| Team Jumbo-Visma \| + 26 s \| \| 8e \| Søren Kragh Andersen \| Danemark \| Team Sunweb \| + 33 s \| \| 9e \| Dion Smith \| Nouvelle-Zélande \| Mitchelton-Scott \| + 33 s \| \| 10e \| Greg Van Avermaet \| Belgique \| CCC Team \| + 33 s \| |                      |                  |                  |                 |
| |                      |                  |                  |                 |
| |                      |                  |                  |                 |
| Classement de l'étape |                      |                  |                  |                 |
| Coureur | Coureur              | Pays             | Équipe           | Temps           |
| 1er | Tim Wellens          | Belgique         | Lotto-Soudal     | 2 h 20 min 41 s |
| 2e | Marc Hirschi         | Suisse           | Team Sunweb      | + 0 s           |
| 3e | Laurens De Plus      | Belgique         | Team Jumbo-Visma | + 5 s           |
| 4e | Iván García Cortina  | Espagne          | Bahrain-Merida   | + 23 s          |
| 5e | Oliver Naesen        | Belgique         | AG2R La Mondiale | + 23 s          |
| 6e | Michael Valgren      | Danemark         | Dimension Data   | + 26 s          |
| 7e | Mike Teunissen       | Pays-Bas         | Team Jumbo-Visma | + 26 s          |
| 8e | Søren Kragh Andersen | Danemark         | Team Sunweb      | + 33 s          |
| 9e | Dion Smith           | Nouvelle-Zélande | Mitchelton-Scott | + 33 s          |
| 10e | Greg Van Avermaet    | Belgique         | CCC Team         | + 33 s          |

| \| Classement général \| Classement général \| Classement général \| Classement général \| Classement général \| \| Coureur \| Coureur \| Pays \| Équipe \| Temps \| \| ------------------ \| -------------------- \| ------------------ \| ------------------ \| ------------------ \| \| 1er \| Tim Wellens \| Belgique \| Lotto-Soudal \| 13 h 32 min 46 s \| \| 2e \| Marc Hirschi \| Suisse \| Team Sunweb \| + 4 s \| \| 3e \| Laurens De Plus \| Belgique \| Team Jumbo-Visma \| + 14 s \| \| 4e \| Iván García Cortina \| Espagne \| Bahrain-Merida \| + 36 s \| \| 5e \| Mike Teunissen \| Pays-Bas \| Team Jumbo-Visma \| + 38 s \| \| 6e \| Oliver Naesen \| Belgique \| AG2R La Mondiale \| + 39 s \| \| 7e \| Michael Valgren \| Danemark \| Dimension Data \| + 42 s \| \| 8e \| Greg Van Avermaet \| Belgique \| CCC Team \| + 49 s \| \| 9e \| Simon Clarke \| Australie \| EF Education First \| + 49 s \| \| 10e \| Søren Kragh Andersen \| Danemark \| Team Sunweb \| + 49 s \| |                      |           |                    |                  |
| |                      |           |                    |                  |
| |                      |           |                    |                  |
| Classement général |                      |           |                    |                  |
| Coureur | Coureur              | Pays      | Équipe             | Temps            |
| 1er | Tim Wellens          | Belgique  | Lotto-Soudal       | 13 h 32 min 46 s |
| 2e | Marc Hirschi         | Suisse    | Team Sunweb        | + 4 s            |
| 3e | Laurens De Plus      | Belgique  | Team Jumbo-Visma   | + 14 s           |
| 4e | Iván García Cortina  | Espagne   | Bahrain-Merida     | + 36 s           |
| 5e | Mike Teunissen       | Pays-Bas  | Team Jumbo-Visma   | + 38 s           |
| 6e | Oliver Naesen        | Belgique  | AG2R La Mondiale   | + 39 s           |
| 7e | Michael Valgren      | Danemark  | Dimension Data     | + 42 s           |
| 8e | Greg Van Avermaet    | Belgique  | CCC Team           | + 49 s           |
| 9e | Simon Clarke         | Australie | EF Education First | + 49 s           |
| 10e | Søren Kragh Andersen | Danemark  | Team Sunweb        | + 49 s           |

### 5eétape
| \| Classement de l'étape \| Classement de l'étape \| Classement de l'étape \| Classement de l'étape \| Classement de l'étape \| \| Coureur \| Coureur \| Pays \| Équipe \| Temps \| \| --------------------- \| --------------------- \| --------------------- \| --------------------- \| --------------------- \| \| 1er \| Álvaro Hodeg \| Colombie \| Deceuninck-Quick Step \| 3 h 54 min 48 s \| \| 2e \| Sam Bennett \| Irlande \| Bora-Hansgrohe \| + 0 s \| \| 3e \| Edward Theuns \| Belgique \| Trek-Segafredo \| + 0 s \| \| 4e \| Timothy Dupont \| Belgique \| Wanty-Gobert \| + 0 s \| \| 5e \| Arnaud Démare \| France \| Groupama-FDJ \| + 0 s \| \| 6e \| Kristoffer Halvorsen \| Norvège \| Team Ineos \| + 0 s \| \| 7e \| Dylan Groenewegen \| Pays-Bas \| Team Jumbo-Visma \| + 0 s \| \| 8e \| Stan Dewulf \| Belgique \| Lotto-Soudal \| + 0 s \| \| 9e \| Boris Vallée \| Belgique \| Wanty-Gobert \| + 0 s \| \| 10e \| Boy van Poppel \| Pays-Bas \| Roompot-Charles \| + 0 s \| |                      |          |                       |                 |
| |                      |          |                       |                 |
| |                      |          |                       |                 |
| Classement de l'étape |                      |          |                       |                 |
| Coureur | Coureur              | Pays     | Équipe                | Temps           |
| 1er | Álvaro Hodeg         | Colombie | Deceuninck-Quick Step | 3 h 54 min 48 s |
| 2e | Sam Bennett          | Irlande  | Bora-Hansgrohe        | + 0 s           |
| 3e | Edward Theuns        | Belgique | Trek-Segafredo        | + 0 s           |
| 4e | Timothy Dupont       | Belgique | Wanty-Gobert          | + 0 s           |
| 5e | Arnaud Démare        | France   | Groupama-FDJ          | + 0 s           |
| 6e | Kristoffer Halvorsen | Norvège  | Team Ineos            | + 0 s           |
| 7e | Dylan Groenewegen    | Pays-Bas | Team Jumbo-Visma      | + 0 s           |
| 8e | Stan Dewulf          | Belgique | Lotto-Soudal          | + 0 s           |
| 9e | Boris Vallée         | Belgique | Wanty-Gobert          | + 0 s           |
| 10e | Boy van Poppel       | Pays-Bas | Roompot-Charles       | + 0 s           |

| \| Classement général \| Classement général \| Classement général \| Classement général \| Classement général \| \| Coureur \| Coureur \| Pays \| Équipe \| Temps \| \| ------------------ \| -------------------- \| ------------------ \| ------------------ \| ------------------ \| \| 1er \| Tim Wellens \| Belgique \| Lotto-Soudal \| 17 h 27 min 34 s \| \| 2e \| Marc Hirschi \| Suisse \| Team Sunweb \| + 4 s \| \| 3e \| Laurens De Plus \| Belgique \| Team Jumbo-Visma \| + 14 s \| \| 4e \| Iván García Cortina \| Espagne \| Bahrain-Merida \| + 36 s \| \| 5e \| Oliver Naesen \| Belgique \| AG2R La Mondiale \| + 39 s \| \| 6e \| Michael Valgren \| Danemark \| Dimension Data \| + 42 s \| \| 7e \| Mike Teunissen \| Pays-Bas \| Team Jumbo-Visma \| + 45 s \| \| 8e \| Greg Van Avermaet \| Belgique \| CCC Team \| + 49 s \| \| 9e \| Simon Clarke \| Australie \| EF Education First \| + 49 s \| \| 10e \| Søren Kragh Andersen \| Danemark \| Team Sunweb \| + 49 s \| |                      |           |                    |                  |
| |                      |           |                    |                  |
| |                      |           |                    |                  |
| Classement général |                      |           |                    |                  |
| Coureur | Coureur              | Pays      | Équipe             | Temps            |
| 1er | Tim Wellens          | Belgique  | Lotto-Soudal       | 17 h 27 min 34 s |
| 2e | Marc Hirschi         | Suisse    | Team Sunweb        | + 4 s            |
| 3e | Laurens De Plus      | Belgique  | Team Jumbo-Visma   | + 14 s           |
| 4e | Iván García Cortina  | Espagne   | Bahrain-Merida     | + 36 s           |
| 5e | Oliver Naesen        | Belgique  | AG2R La Mondiale   | + 39 s           |
| 6e | Michael Valgren      | Danemark  | Dimension Data     | + 42 s           |
| 7e | Mike Teunissen       | Pays-Bas  | Team Jumbo-Visma   | + 45 s           |
| 8e | Greg Van Avermaet    | Belgique  | CCC Team           | + 49 s           |
| 9e | Simon Clarke         | Australie | EF Education First | + 49 s           |
| 10e | Søren Kragh Andersen | Danemark  | Team Sunweb        | + 49 s           |

### 6eétape
| \| Classement de l'étape \| Classement de l'étape \| Classement de l'étape \| Classement de l'étape \| Classement de l'étape \| \| Coureur \| Coureur \| Pays \| Équipe \| Temps \| \| --------------------- \| --------------------- \| --------------------- \| --------------------- \| --------------------- \| \| 1er \| Filippo Ganna \| Italie \| Team Ineos \| 9 min 16 s \| \| 2e \| Edoardo Affini \| Italie \| Mitchelton-Scott \| + 5 s \| \| 3e \| Jos van Emden \| Pays-Bas \| Team Jumbo-Visma \| + 8 s \| \| 4e \| Stefan Küng \| Suisse \| Groupama-FDJ \| + 11 s \| \| 5e \| Harry Tanfield \| Royaume-Uni \| Katusha-Alpecin \| + 15 s \| \| 6e \| Bob Jungels \| Luxembourg \| Deceuninck-Quick Step \| + 16 s \| \| 7e \| Mads Pedersen \| Danemark \| Trek-Segafredo \| + 16 s \| \| 8e \| Søren Kragh Andersen \| Danemark \| Team Sunweb \| + 16 s \| \| 9e \| Laurens De Plus \| Belgique \| Team Jumbo-Visma \| + 18 s \| \| 10e \| Tim Wellens \| Belgique \| Lotto-Soudal \| + 20 s \| |                      |             |                       |            |
| |                      |             |                       |            |
| |                      |             |                       |            |
| Classement de l'étape |                      |             |                       |            |
| Coureur | Coureur              | Pays        | Équipe                | Temps      |
| 1er | Filippo Ganna        | Italie      | Team Ineos            | 9 min 16 s |
| 2e | Edoardo Affini       | Italie      | Mitchelton-Scott      | + 5 s      |
| 3e | Jos van Emden        | Pays-Bas    | Team Jumbo-Visma      | + 8 s      |
| 4e | Stefan Küng          | Suisse      | Groupama-FDJ          | + 11 s     |
| 5e | Harry Tanfield       | Royaume-Uni | Katusha-Alpecin       | + 15 s     |
| 6e | Bob Jungels          | Luxembourg  | Deceuninck-Quick Step | + 16 s     |
| 7e | Mads Pedersen        | Danemark    | Trek-Segafredo        | + 16 s     |
| 8e | Søren Kragh Andersen | Danemark    | Team Sunweb           | + 16 s     |
| 9e | Laurens De Plus      | Belgique    | Team Jumbo-Visma      | + 18 s     |
| 10e | Tim Wellens          | Belgique    | Lotto-Soudal          | + 20 s     |

| \| Classement général \| Classement général \| Classement général \| Classement général \| Classement général \| \| Coureur \| Coureur \| Pays \| Équipe \| Temps \| \| ------------------ \| -------------------- \| ------------------ \| ------------------ \| ------------------ \| \| 1er \| Tim Wellens \| Belgique \| Lotto-Soudal \| 17 h 37 min 10 s \| \| 2e \| Marc Hirschi \| Suisse \| Team Sunweb \| + 8 s \| \| 3e \| Laurens De Plus \| Belgique \| Team Jumbo-Visma \| + 12 s \| \| 4e \| Stefan Küng \| Suisse \| Groupama-FDJ \| + 40 s \| \| 5e \| Iván García Cortina \| Espagne \| Bahrain-Merida \| + 43 s \| \| 6e \| Mike Teunissen \| Pays-Bas \| Team Jumbo-Visma \| + 45 s \| \| 7e \| Søren Kragh Andersen \| Danemark \| Team Sunweb \| + 45 s \| \| 8e \| Fabio Felline \| Italie \| Trek-Segafredo \| + 49 s \| \| 9e \| Michael Valgren \| Danemark \| Dimension Data \| + 53 s \| \| 10e \| Greg Van Avermaet \| Belgique \| CCC Team \| + 54 s \| |                      |          |                  |                  |
| |                      |          |                  |                  |
| |                      |          |                  |                  |
| Classement général |                      |          |                  |                  |
| Coureur | Coureur              | Pays     | Équipe           | Temps            |
| 1er | Tim Wellens          | Belgique | Lotto-Soudal     | 17 h 37 min 10 s |
| 2e | Marc Hirschi         | Suisse   | Team Sunweb      | + 8 s            |
| 3e | Laurens De Plus      | Belgique | Team Jumbo-Visma | + 12 s           |
| 4e | Stefan Küng          | Suisse   | Groupama-FDJ     | + 40 s           |
| 5e | Iván García Cortina  | Espagne  | Bahrain-Merida   | + 43 s           |
| 6e | Mike Teunissen       | Pays-Bas | Team Jumbo-Visma | + 45 s           |
| 7e | Søren Kragh Andersen | Danemark | Team Sunweb      | + 45 s           |
| 8e | Fabio Felline        | Italie   | Trek-Segafredo   | + 49 s           |
| 9e | Michael Valgren      | Danemark | Dimension Data   | + 53 s           |
| 10e | Greg Van Avermaet    | Belgique | CCC Team         | + 54 s           |

### 7eétape
| \| Classement de l'étape \| Classement de l'étape \| Classement de l'étape \| Classement de l'étape \| Classement de l'étape \| \| Coureur \| Coureur \| Pays \| Équipe \| Temps \| \| --------------------- \| --------------------- \| --------------------- \| ------------------------ \| --------------------- \| \| 1er \| Oliver Naesen \| Belgique \| AG2R La Mondiale \| 3 h 52 min 40 s \| \| 2e \| Greg Van Avermaet \| Belgique \| CCC Team \| + 0 s \| \| 3e \| Laurens De Plus \| Belgique \| Team Jumbo-Visma \| + 4 s \| \| 4e \| Simon Clarke \| Australie \| EF Education First \| + 25 s \| \| 5e \| Philippe Gilbert \| Belgique \| Deceuninck-Quick Step \| + 26 s \| \| 6e \| Mike Teunissen \| Pays-Bas \| Team Jumbo-Visma \| + 26 s \| \| 7e \| Michael Valgren \| Danemark \| Dimension Data \| + 35 s \| \| 8e \| Iván García Cortina \| Espagne \| Bahrain-Merida \| + 35 s \| \| 9e \| Amaury Capiot \| Belgique \| Sport Vlaanderen-Baloise \| + 38 s \| \| 10e \| Dylan van Baarle \| Pays-Bas \| Team Ineos \| + 38 s \| |                     |           |                          |                 |
| |                     |           |                          |                 |
| |                     |           |                          |                 |
| Classement de l'étape |                     |           |                          |                 |
| Coureur | Coureur             | Pays      | Équipe                   | Temps           |
| 1er | Oliver Naesen       | Belgique  | AG2R La Mondiale         | 3 h 52 min 40 s |
| 2e | Greg Van Avermaet   | Belgique  | CCC Team                 | + 0 s           |
| 3e | Laurens De Plus     | Belgique  | Team Jumbo-Visma         | + 4 s           |
| 4e | Simon Clarke        | Australie | EF Education First       | + 25 s          |
| 5e | Philippe Gilbert    | Belgique  | Deceuninck-Quick Step    | + 26 s          |
| 6e | Mike Teunissen      | Pays-Bas  | Team Jumbo-Visma         | + 26 s          |
| 7e | Michael Valgren     | Danemark  | Dimension Data           | + 35 s          |
| 8e | Iván García Cortina | Espagne   | Bahrain-Merida           | + 35 s          |
| 9e | Amaury Capiot       | Belgique  | Sport Vlaanderen-Baloise | + 38 s          |
| 10e | Dylan van Baarle    | Pays-Bas  | Team Ineos               | + 38 s          |

## Classements finals

### Classement général final
| \| Classement général \| Classement général \| Classement général \| Classement général \| Classement général \| \| Coureur \| Coureur \| Pays \| Équipe \| Temps \| \| ------------------ \| ------------------- \| ------------------ \| ------------------ \| ------------------ \| \| 1er \| Laurens De Plus \| Belgique \| Team Jumbo-Visma \| 21 h 29 min 55 s \| \| 2e \| Oliver Naesen \| Belgique \| AG2R La Mondiale \| + 35 s \| \| 3e \| Tim Wellens \| Belgique \| Lotto-Soudal \| + 36 s \| \| 4e \| Greg Van Avermaet \| Belgique \| CCC Team \| + 37 s \| \| 5e \| Marc Hirschi \| Suisse \| Team Sunweb \| + 44 s \| \| 6e \| Mike Teunissen \| Pays-Bas \| Team Jumbo-Visma \| + 1 min 06 s \| \| 7e \| Iván García Cortina \| Espagne \| Bahrain-Merida \| + 1 min 13 s \| \| 8e \| Stefan Küng \| Suisse \| Groupama-FDJ \| + 1 min 16 s \| \| 9e \| Simon Clarke \| Australie \| EF Education First \| + 1 min 19 s \| \| 10e \| Michael Valgren \| Danemark \| Dimension Data \| + 1 min 23 s \| |                     |           |                    |                  |
| |                     |           |                    |                  |
| Source : ProCyclingStats |                     |           |                    |                  |
| Classement général |                     |           |                    |                  |
| Coureur | Coureur             | Pays      | Équipe             | Temps            |
| 1er | Laurens De Plus     | Belgique  | Team Jumbo-Visma   | 21 h 29 min 55 s |
| 2e | Oliver Naesen       | Belgique  | AG2R La Mondiale   | + 35 s           |
| 3e | Tim Wellens         | Belgique  | Lotto-Soudal       | + 36 s           |
| 4e | Greg Van Avermaet   | Belgique  | CCC Team           | + 37 s           |
| 5e | Marc Hirschi        | Suisse    | Team Sunweb        | + 44 s           |
| 6e | Mike Teunissen      | Pays-Bas  | Team Jumbo-Visma   | + 1 min 06 s     |
| 7e | Iván García Cortina | Espagne   | Bahrain-Merida     | + 1 min 13 s     |
| 8e | Stefan Küng         | Suisse    | Groupama-FDJ       | + 1 min 16 s     |
| 9e | Simon Clarke        | Australie | EF Education First | + 1 min 19 s     |
| 10e | Michael Valgren     | Danemark  | Dimension Data     | + 1 min 23 s     |

### Classements annexes
| Classement par points | Classement par points | Classement par points | Classement par points    | Classement par points |
| Coureur               | Coureur               | Pays                  | Équipe                   | Points                |
| --------------------- | --------------------- | --------------------- | ------------------------ | --------------------- |
| 1er                   | Sam Bennett           | Irlande               | Bora-Hansgrohe           | 115 pts               |
| 2e                    | Jasper Philipsen      | Belgique              | UAE Team Emirates        | 66 pts                |
| 3e                    | Edward Theuns         | Belgique              | Trek-Segafredo           | 62 pts                |
| 4e                    | Timothy Dupont        | Belgique              | Wanty-Gobert             | 57 pts                |
| 5e                    | Laurens De Plus       | Belgique              | Team Jumbo-Visma         | 55 pts                |
| 6e                    | Mike Teunissen        | Pays-Bas              | Team Jumbo-Visma         | 50 pts                |
| 7e                    | Oliver Naesen         | Belgique              | AG2R La Mondiale         | 47 pts                |
| 8e                    | Amaury Capiot         | Belgique              | Sport Vlaanderen-Baloise | 46 pts                |
| 9e                    | Kristoffer Halvorsen  | Norvège               | Team Ineos               | 46 pts                |
| 10e                   | Tim Wellens           | Belgique              | Lotto-Soudal             | 40 pts                |

| Classement par points | Classement par points | Classement par points | Classement par points    | Classement par points |
| Coureur               | Coureur               | Pays                  | Équipe                   | Points                |
| --------------------- | --------------------- | --------------------- | ------------------------ | --------------------- |
| 1er                   | Sam Bennett           | Irlande               | Bora-Hansgrohe           | 115 pts               |
| 2e                    | Jasper Philipsen      | Belgique              | UAE Team Emirates        | 66 pts                |
| 3e                    | Edward Theuns         | Belgique              | Trek-Segafredo           | 62 pts                |
| 4e                    | Timothy Dupont        | Belgique              | Wanty-Gobert             | 57 pts                |
| 5e                    | Laurens De Plus       | Belgique              | Team Jumbo-Visma         | 55 pts                |
| 6e                    | Mike Teunissen        | Pays-Bas              | Team Jumbo-Visma         | 50 pts                |
| 7e                    | Oliver Naesen         | Belgique              | AG2R La Mondiale         | 47 pts                |
| 8e                    | Amaury Capiot         | Belgique              | Sport Vlaanderen-Baloise | 46 pts                |
| 9e                    | Kristoffer Halvorsen  | Norvège               | Team Ineos               | 46 pts                |
| 10e                   | Tim Wellens           | Belgique              | Lotto-Soudal             | 40 pts                |

| Classement de la combativité | Classement de la combativité | Classement de la combativité | Classement de la combativité | Classement de la combativité |
| Coureur                      | Coureur                      | Pays                         | Équipe                       | Points                       |
| ---------------------------- | ---------------------------- | ---------------------------- | ---------------------------- | ---------------------------- |
| 1er                          | Baptiste Planckaert          | Belgique                     | Wallonie Bruxelles           | 71 pts                       |
| 2e                           | Robert Stannard              | Australie                    | Mitchelton-Scott             | 26 pts                       |
| 3e                           | Thomas Sprengers             | Belgique                     | Sport Vlaanderen-Baloise     | 24 pts                       |
| 4e                           | Aaron Verwilst               | Belgique                     | Sport Vlaanderen-Baloise     | 23 pts                       |
| 5e                           | Łukasz Wiśniowski            | Pologne                      | CCC Team                     | 19 pts                       |
| 6e                           | Oscar Riesebeek              | Pays-Bas                     | Roompot-Charles              | 16 pts                       |
| 7e                           | Laurens De Plus              | Belgique                     | Team Jumbo-Visma             | 14 pts                       |
| 8e                           | Stan Dewulf                  | Belgique                     | Lotto-Soudal                 | 12 pts                       |
| 9e                           | Willie Smit                  | Afrique du Sud               | Katusha-Alpecin              | 12 pts                       |
| 10e                          | Jesper Asselman              | Pays-Bas                     | Roompot-Charles              | 12 pts                       |

| Classement de la combativité | Classement de la combativité | Classement de la combativité | Classement de la combativité | Classement de la combativité |
| Coureur                      | Coureur                      | Pays                         | Équipe                       | Points                       |
| ---------------------------- | ---------------------------- | ---------------------------- | ---------------------------- | ---------------------------- |
| 1er                          | Baptiste Planckaert          | Belgique                     | Wallonie Bruxelles           | 71 pts                       |
| 2e                           | Robert Stannard              | Australie                    | Mitchelton-Scott             | 26 pts                       |
| 3e                           | Thomas Sprengers             | Belgique                     | Sport Vlaanderen-Baloise     | 24 pts                       |
| 4e                           | Aaron Verwilst               | Belgique                     | Sport Vlaanderen-Baloise     | 23 pts                       |
| 5e                           | Łukasz Wiśniowski            | Pologne                      | CCC Team                     | 19 pts                       |
| 6e                           | Oscar Riesebeek              | Pays-Bas                     | Roompot-Charles              | 16 pts                       |
| 7e                           | Laurens De Plus              | Belgique                     | Team Jumbo-Visma             | 14 pts                       |
| 8e                           | Stan Dewulf                  | Belgique                     | Lotto-Soudal                 | 12 pts                       |
| 9e                           | Willie Smit                  | Afrique du Sud               | Katusha-Alpecin              | 12 pts                       |
| 10e                          | Jesper Asselman              | Pays-Bas                     | Roompot-Charles              | 12 pts                       |

| Classement par équipes | Classement par équipes | Classement par équipes | Classement par équipes |
| Équipe                 | Équipe                 | Pays                   | Temps                  |
| ---------------------- | ---------------------- | ---------------------- | ---------------------- |
| 1re                    | Team Sunweb            | Allemagne              | 64 h 36 min 42 s       |
| 2e                     | Team Jumbo-Visma       | Pays-Bas               | + 1 min 15 s           |
| 3e                     | Deceuninck-Quick Step  | Belgique               | + 1 min 22 s           |
| 4e                     | Lotto Soudal           | Belgique               | + 5 min 38 s           |
| 5e                     | AG2R La Mondiale       | France                 | + 10 min 52 s          |
| 6e                     | Mitchelton-Scott       | Australie              | + 11 min 13 s          |
| 7e                     | Groupama-FDJ           | France                 | + 11 min 47 s          |
| 8e                     | EF Education First     | États-Unis             | + 12 min 12 s          |
| 9e                     | Astana                 | Kazakhstan             | + 13 min 14 s          |
| 10e                    | Katusha-Alpecin        | Suisse                 | + 14 min 16 s          |

| Classement par équipes | Classement par équipes | Classement par équipes | Classement par équipes |
| Équipe                 | Équipe                 | Pays                   | Temps                  |
| ---------------------- | ---------------------- | ---------------------- | ---------------------- |
| 1re                    | Team Sunweb            | Allemagne              | 64 h 36 min 42 s       |
| 2e                     | Team Jumbo-Visma       | Pays-Bas               | + 1 min 15 s           |
| 3e                     | Deceuninck-Quick Step  | Belgique               | + 1 min 22 s           |
| 4e                     | Lotto Soudal           | Belgique               | + 5 min 38 s           |
| 5e                     | AG2R La Mondiale       | France                 | + 10 min 52 s          |
| 6e                     | Mitchelton-Scott       | Australie              | + 11 min 13 s          |
| 7e                     | Groupama-FDJ           | France                 | + 11 min 47 s          |
| 8e                     | EF Education First     | États-Unis             | + 12 min 12 s          |
| 9e                     | Astana                 | Kazakhstan             | + 13 min 14 s          |
| 10e                    | Katusha-Alpecin        | Suisse                 | + 14 min 16 s          |

## Évolution des classements
| Etape              | Vainqueur          | Classement général | Classement par points | Classement de la combativité | Classement par équipe    |
| ------------------ | ------------------ | ------------------ | --------------------- | ---------------------------- | ------------------------ |
| 1                  | Sam Bennett        | Sam Bennett        | Sam Bennett           | Baptiste Planckaert          | Sport Vlaanderen-Baloise |
| 2                  | Sam Bennett        | Sam Bennett        | Sam Bennett           | Baptiste Planckaert          | Deceuninck-Quick Step    |
| 3                  | Sam Bennett        | Sam Bennett        | Sam Bennett           | Baptiste Planckaert          | Sport Vlaanderen-Baloise |
| 4                  | Tim Wellens        | Tim Wellens        | Sam Bennett           | Baptiste Planckaert          | Sunweb                   |
| 5                  | Álvaro Hodeg       | Tim Wellens        | Sam Bennett           | Baptiste Planckaert          | Sunweb                   |
| 6                  | Filippo Ganna      | Tim Wellens        | Sam Bennett           | Baptiste Planckaert          | Sunweb                   |
| 7                  | Oliver Naesen      | Laurens De Plus    | Sam Bennett           | Baptiste Planckaert          | Sunweb                   |
| Classements finals | Classements finals | Laurens De Plus    | Sam Bennett           | Baptiste Planckaert          | Sunweb                   |

## Liste des participants
| Bahrain-Merida TBM | Bahrain-Merida TBM        | Bahrain-Merida TBM |
| ------------------ | ------------------------- | ------------------ |
| Num                | Coureur                   | Pos                |
| 1                  | Phil Bauhaus (GER)        | AB-5               |
| 2                  | Valerio Agnoli (ITA)      | AB-1               |
| 3                  | Grega Bole (SLO)          | 102e               |
| 5                  | Iván García Cortina (ESP) | 7e                 |
| 6                  | Heinrich Haussler (AUS)   | NP-6               |
| 7                  | Marcel Sieberg (GER)      | 84e                |
| 10                 | Wang Meiyin (CHN)         | AB-7               |

| Deceuninck-Quick Step DQT | Deceuninck-Quick Step DQT | Deceuninck-Quick Step DQT |
| ------------------------- | ------------------------- | ------------------------- |
| Num                       | Coureur                   | Pos                       |
| 11                        | Philippe Gilbert (BEL)    | 13e                       |
| 12                        | Tim Declercq (BEL)        | 33e                       |
| 13                        | Álvaro Hodeg (COL)        | AB-7                      |
| 14                        | Bob Jungels (LUX) (route) | AB-7                      |
| 15                        | Iljo Keisse (BEL)         | AB-7                      |
| 16                        | Florian Sénéchal (FRA)    | 23e                       |
| 17                        | Zdeněk Štybar (CZE)       | 15e                       |

| Lotto-Soudal LTS | Lotto-Soudal LTS        | Lotto-Soudal LTS |
| ---------------- | ----------------------- | ---------------- |
| Num              | Coureur                 | Pos              |
| 21               | Tim Wellens (BEL)       | 3e               |
| 23               | Stan Dewulf (BEL)       | 24e              |
| 24               | Frederik Frison (BEL)   | AB-7             |
| 25               | Nikolas Maes (BEL)      | 56e              |
| 27               | Maxime Monfort (BEL)    | 22e              |
| 29               | Rémy Mertz (BEL)        | AB-7             |
| 30               | Brian van Goethem (NED) | AB-7             |

| Team Jumbo-Visma TJV | Team Jumbo-Visma TJV    | Team Jumbo-Visma TJV |
| -------------------- | ----------------------- | -------------------- |
| Num                  | Coureur                 | Pos                  |
| 31                   | Dylan Groenewegen (NED) | NP-6                 |
| 32                   | Laurens De Plus (BEL)   | 1er                  |
| 33                   | Paul Martens (GER)      | 99e                  |
| 34                   | Timo Roosen (NED)       | 67e                  |
| 35                   | Mike Teunissen (NED)    | 6e                   |
| 36                   | Jos van Emden (NED)     | 78e                  |
| 37                   | Maarten Wynants (BEL)   | AB-2                 |

| Movistar Team MOV | Movistar Team MOV      | Movistar Team MOV |
| ----------------- | ---------------------- | ----------------- |
| Num               | Coureur                | Pos               |
| 41                | Jürgen Roelandts (BEL) | 90e               |
| 42                | Héctor Carretero (ESP) | AB-7              |
| 43                | Jaime Castrillo (ESP)  | AB-7              |
| 44                | Lluís Mas (ESP)        | AB-7              |
| 46                | Jasha Sütterlin (GER)  | 48e               |
| 47                | Carlos Verona (ESP)    | 50e               |
| 49                | Winner Anacona (COL)   | AB-1              |

| CCC Team CCC | CCC Team CCC                   | CCC Team CCC |
| ------------ | ------------------------------ | ------------ |
| Num          | Coureur                        | Pos          |
| 51           | Greg Van Avermaet (BEL)        | 4e           |
| 52           | Michael Schär (SUI)            | 51e          |
| 53           | Jakub Mareczko (ITA)           | AB-7         |
| 54           | Josef Černý (CZE)              | AB-7         |
| 56           | Łukasz Wiśniowski (POL)        | 62e          |
| 57           | Guillaume Van Keirsbulck (BEL) | 63e          |
| 60           | Gijs Van Hoecke (BEL)          | 64e          |

| Mitchelton-Scott MTS | Mitchelton-Scott MTS   | Mitchelton-Scott MTS |
| -------------------- | ---------------------- | -------------------- |
| Num                  | Coureur                | Pos                  |
| 61                   | Michael Albasini (SUI) | 58e                  |
| 62                   | Edoardo Affini (ITA)   | 60e                  |
| 63                   | Jack Bauer (NZL)       | 36e                  |
| 64                   | Cameron Meyer (AUS)    | 41e                  |
| 65                   | Callum Scotson (AUS)   | 52e                  |
| 66                   | Dion Smith (NZL)       | 14e                  |
| 67                   | Robert Stannard (AUS)  | 39e                  |

| Team Ineos INS | Team Ineos INS             | Team Ineos INS |
| -------------- | -------------------------- | -------------- |
| Num            | Coureur                    | Pos            |
| 71             | Dylan van Baarle (NED)     | 18e            |
| 72             | Filippo Ganna (ITA)        | AB-7           |
| 73             | Kristoffer Halvorsen (NOR) | 71e            |
| 74             | Christian Knees (GER)      | 69e            |
| 75             | Christopher Lawless (GBR)  | AB-2           |
| 77             | Leonardo Basso (ITA)       | 72e            |
| 80             | Michał Gołaś (POL)         | 29e            |

| Team Sunweb SUN | Team Sunweb SUN            | Team Sunweb SUN |
| --------------- | -------------------------- | --------------- |
| Num             | Coureur                    | Pos             |
| 81              | Jan Bakelants (BEL)        | 27e             |
| 82              | Roy Curvers (NED)          | AB-7            |
| 83              | Marc Hirschi (SUI)         | 5e              |
| 84              | Søren Kragh Andersen (DEN) | AB-7            |
| 85              | Joris Nieuwenhuis (NED)    | 46e             |
| 86              | Casper Pedersen (DEN)      | 42e             |
| 87              | Martijn Tusveld (NED)      | 21e             |

| Trek-Segafredo TFS | Trek-Segafredo TFS     | Trek-Segafredo TFS |
| ------------------ | ---------------------- | ------------------ |
| Num                | Coureur                | Pos                |
| 91                 | Edward Theuns (BEL)    | 73e                |
| 92                 | Fabio Felline (ITA)    | 11e                |
| 93                 | Alex Frame (NZL)       | AB-7               |
| 94                 | Alex Kirsch (LUX)      | AB-7               |
| 95                 | Matteo Moschetti (ITA) | AB-7               |
| 96                 | Fumiyuki Beppu (JPN)   | 95e                |
| 97                 | Mads Pedersen (DEN)    | 37e                |

| UAE Team Emirates UAD | UAE Team Emirates UAD  | UAE Team Emirates UAD |
| --------------------- | ---------------------- | --------------------- |
| Num                   | Coureur                | Pos                   |
| 101                   | Jasper Philipsen (BEL) | 53e                   |
| 102                   | Roberto Ferrari (ITA)  | 87e                   |
| 103                   | Marco Marcato (ITA)    | 20e                   |
| 104                   | Sebastián Molano (COL) | AB-7                  |
| 105                   | Rui Oliveira (POR)     | 101e                  |
| 106                   | Tom Bohli (SUI)        | 94e                   |
| 107                   | Oliviero Troia (ITA)   | AB-7                  |

| Bora-Hansgrohe BOH | Bora-Hansgrohe BOH        | Bora-Hansgrohe BOH |
| ------------------ | ------------------------- | ------------------ |
| Num                | Coureur                   | Pos                |
| 111                | Sam Bennett (IRL) (route) | 61e                |
| 112                | Marcus Burghardt (GER)    | 103e               |
| 113                | Jempy Drucker (LUX)       | 47e                |
| 114                | Oscar Gatto (ITA)         | AB-7               |
| 115                | Jay McCarthy (AUS)        | 19e                |
| 116                | Daniel Oss (ITA)          | AB-4               |
| 117                | Lukas Pöstlberger (AUT)   | 25e                |

| Dimension Data TDD | Dimension Data TDD                | Dimension Data TDD |
| ------------------ | --------------------------------- | ------------------ |
| Num                | Coureur                           | Pos                |
| 121                | Michael Valgren (DEN)             | 10e                |
| 122                | Ryan Gibbons (RSA)                | 65e                |
| 123                | Reinardt Janse van Rensburg (RSA) | 17e                |
| 124                | Mark Renshaw (AUS)                | AB-7               |
| 125                | Lars Bak (DEN)                    | AB-7               |
| 126                | Rasmus Tiller (NOR)               | AB-2               |
| 127                | Julien Vermote (BEL)              | 66e                |

| EF Education First EF1 | EF Education First EF1    | EF Education First EF1 |
| ---------------------- | ------------------------- | ---------------------- |
| Num                    | Coureur                   | Pos                    |
| 131                    | Simon Clarke (AUS)        | 9e                     |
| 132                    | Moreno Hofland (NED)      | NP-6                   |
| 133                    | Mitchell Docker (AUS)     | 57e                    |
| 134                    | Sacha Modolo (ITA)        | AB-7                   |
| 135                    | Logan Owen (USA)          | NP-5                   |
| 136                    | Julius van den Berg (NED) | AB-7                   |
| 137                    | Sep Vanmarcke (BEL)       | 12e                    |

| Groupama-FDJ GFC | Groupama-FDJ GFC       | Groupama-FDJ GFC |
| ---------------- | ---------------------- | ---------------- |
| Num              | Coureur                | Pos              |
| 141              | Arnaud Démare (FRA)    | 100e             |
| 142              | Kevin Geniets (LUX)    | 31e              |
| 144              | Stefan Küng (SUI)      | 8e               |
| 145              | Valentin Madouas (FRA) | 38e              |
| 146              | Miles Scotson (AUS)    | AB-7             |
| 147              | Ramon Sinkeldam (NED)  | AB-7             |
| 150              | Olivier Le Gac (FRA)   | NP-4             |

| Katusha-Alpecin TKA | Katusha-Alpecin TKA          | Katusha-Alpecin TKA |
| ------------------- | ---------------------------- | ------------------- |
| Num                 | Coureur                      | Pos                 |
| 151                 | Reto Hollenstein (SUI)       | 81e                 |
| 152                 | Ruben Guerreiro (POR)        | 16e                 |
| 153                 | Jenthe Biermans (BEL)        | 32e                 |
| 155                 | Viatcheslav Kouznetsov (RUS) | 76e                 |
| 156                 | Willie Smit (RSA)            | 34e                 |
| 157                 | Harry Tanfield (GBR)         | AB-7                |
| 158                 | Jens Debusschere (BEL)       | 80e                 |

| AG2R La Mondiale ALM | AG2R La Mondiale ALM     | AG2R La Mondiale ALM |
| -------------------- | ------------------------ | -------------------- |
| Num                  | Coureur                  | Pos                  |
| 161                  | Oliver Naesen (BEL)      | 2e                   |
| 162                  | Nico Denz (GER)          | 28e                  |
| 163                  | Julien Duval (FRA)       | 89e                  |
| 164                  | Dorian Godon (FRA)       | AB-7                 |
| 165                  | Lawrence Warbasse (USA)  | 35e                  |
| 166                  | Gediminas Bagdonas (LTU) | AB-7                 |
| 167                  | Stijn Vandenbergh (BEL)  | 86e                  |

| Astana AST | Astana AST               | Astana AST |
| ---------- | ------------------------ | ---------- |
| Num        | Coureur                  | Pos        |
| 171        | Laurens De Vreese (BEL)  | 96e        |
| 172        | Zhandos Bizhigitov (KAZ) | 49e        |
| 173        | Davide Ballerini (ITA)   | 43e        |
| 174        | Yevgeniy Gidich (KAZ)    | AB-7       |
| 175        | Dmitriy Gruzdev (KAZ)    | 82e        |
| 177        | Artyom Zakharov (KAZ)    | 92e        |
| 178        | Manuele Boaro (ITA)      | AB-7       |

| Roompot-Charles ROC | Roompot-Charles ROC        | Roompot-Charles ROC |
| ------------------- | -------------------------- | ------------------- |
| Num                 | Coureur                    | Pos                 |
| 181                 | Lars Boom (NED)            | 67e                 |
| 182                 | Jesper Asselman (NED)      | 54e                 |
| 184                 | Senne Leysen (BEL)         | AB-7                |
| 185                 | Boy van Poppel (NED)       | 78e                 |
| 186                 | Jan-Willem van Schip (NED) | 75e                 |
| 187                 | Oscar Riesebeek (NED)      | 85e                 |
| 190                 | Stijn Steels (BEL)         | 83e                 |

| Sport Vlaanderen-Baloise SVB | Sport Vlaanderen-Baloise SVB | Sport Vlaanderen-Baloise SVB |
| ---------------------------- | ---------------------------- | ---------------------------- |
| Num                          | Coureur                      | Pos                          |
| 191                          | Amaury Capiot (BEL)          | 40e                          |
| 192                          | Piet Allegaert (BEL)         | 45e                          |
| 193                          | Milan Menten (BEL)           | 44e                          |
| 194                          | Edward Planckaert (BEL)      | 98e                          |
| 195                          | Thomas Sprengers (BEL)       | 30e                          |
| 196                          | Dries Van Gestel (BEL)       | 88e                          |
| 200                          | Aaron Verwilst (BEL)         | 97e                          |

| Wanty-Gobert WGG | Wanty-Gobert WGG           | Wanty-Gobert WGG |
| ---------------- | -------------------------- | ---------------- |
| Num              | Coureur                    | Pos              |
| 201              | Xandro Meurisse (BEL)      | AB-3             |
| 202              | Aimé De Gendt (BEL)        | 55e              |
| 203              | Tom Devriendt (BEL)        | AB-7             |
| 204              | Timothy Dupont (BEL)       | 74e              |
| 205              | Wesley Kreder (NED)        | 79e              |
| 206              | Pieter Vanspeybrouck (BEL) | AB-4             |
| 210              | Boris Vallée (BEL)         | 68e              |

| Wallonie Bruxelles WVA | Wallonie Bruxelles WVA    | Wallonie Bruxelles WVA |
| ---------------------- | ------------------------- | ---------------------- |
| Num                    | Coureur                   | Pos                    |
| 211                    | Baptiste Planckaert (BEL) | 91e                    |
| 212                    | Kenny Dehaes (BEL)        | AB-1                   |
| 213                    | Eliot Lietaer (BEL)       | AB-5                   |
| 215                    | Ludovic Robeet (BEL)      | 93e                    |
| 216                    | Lionel Taminiaux (BEL)    | AB-7                   |
| 217                    | Lukas Spengler (SUI)      | AB-4                   |
| 218                    | Aksel Nõmmela (EST)       | 77e                    |

| Total Direct Énergie TDE | Total Direct Énergie TDE | Total Direct Énergie TDE |
| ------------------------ | ------------------------ | ------------------------ |
| Num                      | Coureur                  | Pos                      |
| 221                      | Angélo Tulik (FRA)       | AB-7                     |
| 222                      | Romain Cardis (FRA)      | NP-5                     |
| 223                      | Damien Gaudin (FRA)      | AB-7                     |
| 224                      | Pim Ligthart (NED)       | AB-7                     |
| 225                      | Adrien Petit (FRA)       | AB-7                     |
| 226                      | Alexandre Pichot (FRA)   | 104e                     |
| 227                      | Thomas Boudat (FRA)      | 70e                      |

| Bahrain-Merida TBM | Bahrain-Merida TBM        | Bahrain-Merida TBM |
| ------------------ | ------------------------- | ------------------ |
| Num                | Coureur                   | Pos                |
| 1                  | Phil Bauhaus (GER)        | AB-5               |
| 2                  | Valerio Agnoli (ITA)      | AB-1               |
| 3                  | Grega Bole (SLO)          | 102e               |
| 5                  | Iván García Cortina (ESP) | 7e                 |
| 6                  | Heinrich Haussler (AUS)   | NP-6               |
| 7                  | Marcel Sieberg (GER)      | 84e                |
| 10                 | Wang Meiyin (CHN)         | AB-7               |

| Deceuninck-Quick Step DQT | Deceuninck-Quick Step DQT | Deceuninck-Quick Step DQT |
| ------------------------- | ------------------------- | ------------------------- |
| Num                       | Coureur                   | Pos                       |
| 11                        | Philippe Gilbert (BEL)    | 13e                       |
| 12                        | Tim Declercq (BEL)        | 33e                       |
| 13                        | Álvaro Hodeg (COL)        | AB-7                      |
| 14                        | Bob Jungels (LUX) (route) | AB-7                      |
| 15                        | Iljo Keisse (BEL)         | AB-7                      |
| 16                        | Florian Sénéchal (FRA)    | 23e                       |
| 17                        | Zdeněk Štybar (CZE)       | 15e                       |

| Lotto-Soudal LTS | Lotto-Soudal LTS        | Lotto-Soudal LTS |
| ---------------- | ----------------------- | ---------------- |
| Num              | Coureur                 | Pos              |
| 21               | Tim Wellens (BEL)       | 3e               |
| 23               | Stan Dewulf (BEL)       | 24e              |
| 24               | Frederik Frison (BEL)   | AB-7             |
| 25               | Nikolas Maes (BEL)      | 56e              |
| 27               | Maxime Monfort (BEL)    | 22e              |
| 29               | Rémy Mertz (BEL)        | AB-7             |
| 30               | Brian van Goethem (NED) | AB-7             |

| Team Jumbo-Visma TJV | Team Jumbo-Visma TJV    | Team Jumbo-Visma TJV |
| -------------------- | ----------------------- | -------------------- |
| Num                  | Coureur                 | Pos                  |
| 31                   | Dylan Groenewegen (NED) | NP-6                 |
| 32                   | Laurens De Plus (BEL)   | 1er                  |
| 33                   | Paul Martens (GER)      | 99e                  |
| 34                   | Timo Roosen (NED)       | 67e                  |
| 35                   | Mike Teunissen (NED)    | 6e                   |
| 36                   | Jos van Emden (NED)     | 78e                  |
| 37                   | Maarten Wynants (BEL)   | AB-2                 |

| Movistar Team MOV | Movistar Team MOV      | Movistar Team MOV |
| ----------------- | ---------------------- | ----------------- |
| Num               | Coureur                | Pos               |
| 41                | Jürgen Roelandts (BEL) | 90e               |
| 42                | Héctor Carretero (ESP) | AB-7              |
| 43                | Jaime Castrillo (ESP)  | AB-7              |
| 44                | Lluís Mas (ESP)        | AB-7              |
| 46                | Jasha Sütterlin (GER)  | 48e               |
| 47                | Carlos Verona (ESP)    | 50e               |
| 49                | Winner Anacona (COL)   | AB-1              |

| CCC Team CCC | CCC Team CCC                   | CCC Team CCC |
| ------------ | ------------------------------ | ------------ |
| Num          | Coureur                        | Pos          |
| 51           | Greg Van Avermaet (BEL)        | 4e           |
| 52           | Michael Schär (SUI)            | 51e          |
| 53           | Jakub Mareczko (ITA)           | AB-7         |
| 54           | Josef Černý (CZE)              | AB-7         |
| 56           | Łukasz Wiśniowski (POL)        | 62e          |
| 57           | Guillaume Van Keirsbulck (BEL) | 63e          |
| 60           | Gijs Van Hoecke (BEL)          | 64e          |

| Mitchelton-Scott MTS | Mitchelton-Scott MTS   | Mitchelton-Scott MTS |
| -------------------- | ---------------------- | -------------------- |
| Num                  | Coureur                | Pos                  |
| 61                   | Michael Albasini (SUI) | 58e                  |
| 62                   | Edoardo Affini (ITA)   | 60e                  |
| 63                   | Jack Bauer (NZL)       | 36e                  |
| 64                   | Cameron Meyer (AUS)    | 41e                  |
| 65                   | Callum Scotson (AUS)   | 52e                  |
| 66                   | Dion Smith (NZL)       | 14e                  |
| 67                   | Robert Stannard (AUS)  | 39e                  |

| Team Ineos INS | Team Ineos INS             | Team Ineos INS |
| -------------- | -------------------------- | -------------- |
| Num            | Coureur                    | Pos            |
| 71             | Dylan van Baarle (NED)     | 18e            |
| 72             | Filippo Ganna (ITA)        | AB-7           |
| 73             | Kristoffer Halvorsen (NOR) | 71e            |
| 74             | Christian Knees (GER)      | 69e            |
| 75             | Christopher Lawless (GBR)  | AB-2           |
| 77             | Leonardo Basso (ITA)       | 72e            |
| 80             | Michał Gołaś (POL)         | 29e            |

| Team Sunweb SUN | Team Sunweb SUN            | Team Sunweb SUN |
| --------------- | -------------------------- | --------------- |
| Num             | Coureur                    | Pos             |
| 81              | Jan Bakelants (BEL)        | 27e             |
| 82              | Roy Curvers (NED)          | AB-7            |
| 83              | Marc Hirschi (SUI)         | 5e              |
| 84              | Søren Kragh Andersen (DEN) | AB-7            |
| 85              | Joris Nieuwenhuis (NED)    | 46e             |
| 86              | Casper Pedersen (DEN)      | 42e             |
| 87              | Martijn Tusveld (NED)      | 21e             |

| Trek-Segafredo TFS | Trek-Segafredo TFS     | Trek-Segafredo TFS |
| ------------------ | ---------------------- | ------------------ |
| Num                | Coureur                | Pos                |
| 91                 | Edward Theuns (BEL)    | 73e                |
| 92                 | Fabio Felline (ITA)    | 11e                |
| 93                 | Alex Frame (NZL)       | AB-7               |
| 94                 | Alex Kirsch (LUX)      | AB-7               |
| 95                 | Matteo Moschetti (ITA) | AB-7               |
| 96                 | Fumiyuki Beppu (JPN)   | 95e                |
| 97                 | Mads Pedersen (DEN)    | 37e                |

| UAE Team Emirates UAD | UAE Team Emirates UAD  | UAE Team Emirates UAD |
| --------------------- | ---------------------- | --------------------- |
| Num                   | Coureur                | Pos                   |
| 101                   | Jasper Philipsen (BEL) | 53e                   |
| 102                   | Roberto Ferrari (ITA)  | 87e                   |
| 103                   | Marco Marcato (ITA)    | 20e                   |
| 104                   | Sebastián Molano (COL) | AB-7                  |
| 105                   | Rui Oliveira (POR)     | 101e                  |
| 106                   | Tom Bohli (SUI)        | 94e                   |
| 107                   | Oliviero Troia (ITA)   | AB-7                  |

| Bora-Hansgrohe BOH | Bora-Hansgrohe BOH        | Bora-Hansgrohe BOH |
| ------------------ | ------------------------- | ------------------ |
| Num                | Coureur                   | Pos                |
| 111                | Sam Bennett (IRL) (route) | 61e                |
| 112                | Marcus Burghardt (GER)    | 103e               |
| 113                | Jempy Drucker (LUX)       | 47e                |
| 114                | Oscar Gatto (ITA)         | AB-7               |
| 115                | Jay McCarthy (AUS)        | 19e                |
| 116                | Daniel Oss (ITA)          | AB-4               |
| 117                | Lukas Pöstlberger (AUT)   | 25e                |

| Dimension Data TDD | Dimension Data TDD                | Dimension Data TDD |
| ------------------ | --------------------------------- | ------------------ |
| Num                | Coureur                           | Pos                |
| 121                | Michael Valgren (DEN)             | 10e                |
| 122                | Ryan Gibbons (RSA)                | 65e                |
| 123                | Reinardt Janse van Rensburg (RSA) | 17e                |
| 124                | Mark Renshaw (AUS)                | AB-7               |
| 125                | Lars Bak (DEN)                    | AB-7               |
| 126                | Rasmus Tiller (NOR)               | AB-2               |
| 127                | Julien Vermote (BEL)              | 66e                |

| EF Education First EF1 | EF Education First EF1    | EF Education First EF1 |
| ---------------------- | ------------------------- | ---------------------- |
| Num                    | Coureur                   | Pos                    |
| 131                    | Simon Clarke (AUS)        | 9e                     |
| 132                    | Moreno Hofland (NED)      | NP-6                   |
| 133                    | Mitchell Docker (AUS)     | 57e                    |
| 134                    | Sacha Modolo (ITA)        | AB-7                   |
| 135                    | Logan Owen (USA)          | NP-5                   |
| 136                    | Julius van den Berg (NED) | AB-7                   |
| 137                    | Sep Vanmarcke (BEL)       | 12e                    |

| Groupama-FDJ GFC | Groupama-FDJ GFC       | Groupama-FDJ GFC |
| ---------------- | ---------------------- | ---------------- |
| Num              | Coureur                | Pos              |
| 141              | Arnaud Démare (FRA)    | 100e             |
| 142              | Kevin Geniets (LUX)    | 31e              |
| 144              | Stefan Küng (SUI)      | 8e               |
| 145              | Valentin Madouas (FRA) | 38e              |
| 146              | Miles Scotson (AUS)    | AB-7             |
| 147              | Ramon Sinkeldam (NED)  | AB-7             |
| 150              | Olivier Le Gac (FRA)   | NP-4             |

| Katusha-Alpecin TKA | Katusha-Alpecin TKA          | Katusha-Alpecin TKA |
| ------------------- | ---------------------------- | ------------------- |
| Num                 | Coureur                      | Pos                 |
| 151                 | Reto Hollenstein (SUI)       | 81e                 |
| 152                 | Ruben Guerreiro (POR)        | 16e                 |
| 153                 | Jenthe Biermans (BEL)        | 32e                 |
| 155                 | Viatcheslav Kouznetsov (RUS) | 76e                 |
| 156                 | Willie Smit (RSA)            | 34e                 |
| 157                 | Harry Tanfield (GBR)         | AB-7                |
| 158                 | Jens Debusschere (BEL)       | 80e                 |

| AG2R La Mondiale ALM | AG2R La Mondiale ALM     | AG2R La Mondiale ALM |
| -------------------- | ------------------------ | -------------------- |
| Num                  | Coureur                  | Pos                  |
| 161                  | Oliver Naesen (BEL)      | 2e                   |
| 162                  | Nico Denz (GER)          | 28e                  |
| 163                  | Julien Duval (FRA)       | 89e                  |
| 164                  | Dorian Godon (FRA)       | AB-7                 |
| 165                  | Lawrence Warbasse (USA)  | 35e                  |
| 166                  | Gediminas Bagdonas (LTU) | AB-7                 |
| 167                  | Stijn Vandenbergh (BEL)  | 86e                  |

| Astana AST | Astana AST               | Astana AST |
| ---------- | ------------------------ | ---------- |
| Num        | Coureur                  | Pos        |
| 171        | Laurens De Vreese (BEL)  | 96e        |
| 172        | Zhandos Bizhigitov (KAZ) | 49e        |
| 173        | Davide Ballerini (ITA)   | 43e        |
| 174        | Yevgeniy Gidich (KAZ)    | AB-7       |
| 175        | Dmitriy Gruzdev (KAZ)    | 82e        |
| 177        | Artyom Zakharov (KAZ)    | 92e        |
| 178        | Manuele Boaro (ITA)      | AB-7       |

| Roompot-Charles ROC | Roompot-Charles ROC        | Roompot-Charles ROC |
| ------------------- | -------------------------- | ------------------- |
| Num                 | Coureur                    | Pos                 |
| 181                 | Lars Boom (NED)            | 67e                 |
| 182                 | Jesper Asselman (NED)      | 54e                 |
| 184                 | Senne Leysen (BEL)         | AB-7                |
| 185                 | Boy van Poppel (NED)       | 78e                 |
| 186                 | Jan-Willem van Schip (NED) | 75e                 |
| 187                 | Oscar Riesebeek (NED)      | 85e                 |
| 190                 | Stijn Steels (BEL)         | 83e                 |

| Sport Vlaanderen-Baloise SVB | Sport Vlaanderen-Baloise SVB | Sport Vlaanderen-Baloise SVB |
| ---------------------------- | ---------------------------- | ---------------------------- |
| Num                          | Coureur                      | Pos                          |
| 191                          | Amaury Capiot (BEL)          | 40e                          |
| 192                          | Piet Allegaert (BEL)         | 45e                          |
| 193                          | Milan Menten (BEL)           | 44e                          |
| 194                          | Edward Planckaert (BEL)      | 98e                          |
| 195                          | Thomas Sprengers (BEL)       | 30e                          |
| 196                          | Dries Van Gestel (BEL)       | 88e                          |
| 200                          | Aaron Verwilst (BEL)         | 97e                          |

| Wanty-Gobert WGG | Wanty-Gobert WGG           | Wanty-Gobert WGG |
| ---------------- | -------------------------- | ---------------- |
| Num              | Coureur                    | Pos              |
| 201              | Xandro Meurisse (BEL)      | AB-3             |
| 202              | Aimé De Gendt (BEL)        | 55e              |
| 203              | Tom Devriendt (BEL)        | AB-7             |
| 204              | Timothy Dupont (BEL)       | 74e              |
| 205              | Wesley Kreder (NED)        | 79e              |
| 206              | Pieter Vanspeybrouck (BEL) | AB-4             |
| 210              | Boris Vallée (BEL)         | 68e              |

| Wallonie Bruxelles WVA | Wallonie Bruxelles WVA    | Wallonie Bruxelles WVA |
| ---------------------- | ------------------------- | ---------------------- |
| Num                    | Coureur                   | Pos                    |
| 211                    | Baptiste Planckaert (BEL) | 91e                    |
| 212                    | Kenny Dehaes (BEL)        | AB-1                   |
| 213                    | Eliot Lietaer (BEL)       | AB-5                   |
| 215                    | Ludovic Robeet (BEL)      | 93e                    |
| 216                    | Lionel Taminiaux (BEL)    | AB-7                   |
| 217                    | Lukas Spengler (SUI)      | AB-4                   |
| 218                    | Aksel Nõmmela (EST)       | 77e                    |

| Total Direct Énergie TDE | Total Direct Énergie TDE | Total Direct Énergie TDE |
| ------------------------ | ------------------------ | ------------------------ |
| Num                      | Coureur                  | Pos                      |
| 221                      | Angélo Tulik (FRA)       | AB-7                     |
| 222                      | Romain Cardis (FRA)      | NP-5                     |
| 223                      | Damien Gaudin (FRA)      | AB-7                     |
| 224                      | Pim Ligthart (NED)       | AB-7                     |
| 225                      | Adrien Petit (FRA)       | AB-7                     |
| 226                      | Alexandre Pichot (FRA)   | 104e                     |
| 227                      | Thomas Boudat (FRA)      | 70e                      |